# Ustawa JUST
Ustawa JUST, pełna nazwa: Ustawa z 2017 roku o niezwłocznym uczynieniu sprawiedliwości ocalonym z Holocaustu, którym nie zadośćuczyniono ich strat (ang. Justice for Uncompensated Survivors Today Act of 2017), w Polsce potocznie nazywana również „ustawa 447” – ustawa Kongresu Stanów Zjednoczonych uchwalona w kwietniu 2017 mająca na celu wsparcie przez administrację Stanów Zjednoczonych w skali międzynarodowej działań służących uregulowaniu statusu prawnego mienia pozostałego po ofiarach Holocaustu oraz krzewieniu wiedzy o Zagładzie, jej przyczynach i konsekwencjach. Do listopada 2019 Departament Stanu ma przedstawić Kongresowi jednorazowy raport o stanie realizacji niewiążącej deklaracji terezińskiej. W Polsce używana jest również potoczna nazwa „ustawa 447”, która pochodzi od numeru druku w Senacie USA, jednak inny numer przyjęła w Izbie Reprezentantów.

## Ogólna charakterystyka
Ustawa JUST dotyczy monitorowania w postaci jednorazowego raportu przez Departament Stanu USA realizacji postanowień deklaracji terezińskiej z dn. 30 czerwca 2009.
Pojawia się w niej kwestia tzw. „mienia bezspadkowego”, czyli majątku pozostawionego przez ofiary Holocaustu, po których nie ma spadkobierców, a na mocy prawa należącego do skarbu państwa. Mienie to zgodnie z ustawą ma „służyć jako podstawa do spełnienia potrzeb materialnych znajdujących się w potrzebie ofiar Holocaustu i zapewnienia ciągłej edukacji o Holocauście, jego przyczynach i konsekwencjach”.
Według domniemań zawartych w części doniesień medialnych, ustawa może spowodować naciski dyplomacji amerykańskiej na właściwe państwa europejskie w celu przyspieszenia działań służących przekazaniu mienia na rzecz organizacji żydowskich.
Według ustawy JUST Departament Stanu USA ma do listopada 2019 przedstawić Kongresowi jednorazowy raport o stanie realizacji deklaracji terezińskiej.

## Ustawa w odniesieniu do Polski
Według doniesień, które pojawiały się w mediach, Światowa Organizacja Restytucji Mienia Żydowskiego (WJRO) wykazuje wolę przyjęcia różnych kwot w związku z majątkiem pozostawionym bezpotomnie przez Żydów w Polsce na skutek Holocaustu, a na mocy polskiego prawa należącego do skarbu państwa. Przy czym żadne roszczenia nie zostały zgłoszone państwu polskiemu oficjalne, a według Ministerstwa Spraw Zagranicznych RP: 
„Liczby, które pojawiają się w prasie mają jedynie charakter spekulacji i nie posiadają oparcia w faktach”.
W lutym 2019 podczas pobytu w Warszawie sekretarz stanu USA Mike Pompeo zwrócił się do „polskich kolegów, by rozwiązali kwestię zwrotu mienia ofiar Holocaustu”.
Odnosząc się do sprawy roszczeń w zakresie mienia obywateli USA pochodzenia żydowskiego względem Polski, były premier Leszek Miller stwierdził w 2019, że kwestia ta została uregulowana umową z 16 lipca 1960 oraz że „rząd USA w zamian za odszkodowanie 40 mln ówczesnych dolarów przejął na siebie zobowiązania z roszczeń odszkodowawczych i zobowiązał się, że nie będzie wysuwał ani popierał żadnych dalszych roszczeń”. Władysław Teofil Bartoszewski, syn Władysława Bartoszewskiego, uczestnika konferencji międzypaństwowej, w trakcie której przyjęto deklarację terezińską, stwierdził, że proponowana przez klub poselski Kukiz’15 regulacja prawna mająca być reakcją na ustawę JUST nie jest potrzebna, gdyż w związku z wcześniejszymi uregulowaniami amerykańska ustawa nie dotyczy Polski.
Sprawie domniemanych konsekwencji ustawy JUST dużo miejsca poświęcała w trakcie kampanii wyborczej prowadzonej przed wyborami do Parlamentu Europejskiego w 2019 koalicja „Konfederacja KORWiN Braun Liroy Narodowcy” twierdząc, że „rząd Mateusza Morawieckiego jest uległy wobec działań rządu USA i Izraela związanych z ustawą”.
11 maja 2019 środowiska prawicowe zorganizowały przed Kancelarią Prezesa Rady Ministrów w Warszawie manifestację, w trakcie której protestowano przeciwko ustawie. Według organizatora manifestacji udział w niej wzięło ok. 20 tys. osób.
Ambasadorka USA w Polsce Georgette Mosbacher w maju 2019 oświadczyła: „ustawa JUST nie nakłada na nikogo żadnych finansowych ani prawnych obciążeń. Jest to jednorazowy raport dla Kongresu USA, którego celem jest analiza postępu prac krajów w zakresie restytucji”.
Do pojawiających się w przestrzeni publicznej domniemań dotyczących ustawy JUST odnieśli się w maju 2019 m.in. prezydent Andrzej Duda i premier Mateusz Morawiecki, stwierdzając, że ewentualne roszczenia nie mają żadnych podstaw prawnych ani moralnych.